# Laos (Magna Grecia)

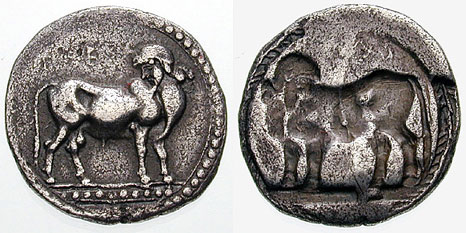
Laus, circa 510-500 a.C.: AR statere.
ΛΑΟΣ, toro androprosopo, testa all'indietro.
NΟΣ in rilievo e retrogrado, toro androprosopo, testa all'indietro in incuso.

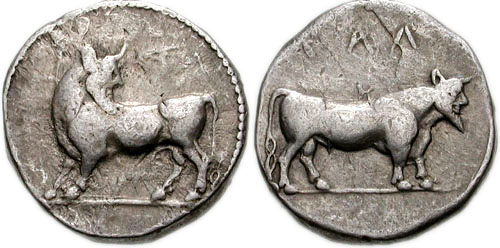
Laus, circa 490-470 a.C.: AR statere
toro androprosopo / toro androprosopo

Laos era un'antica città  della Magna Grecia che sorgeva sulla riva destra del fiume Laus. Corrisponde all'attuale Marcellina, frazione di Santa Maria del Cedro, adiacente a Scalea.

## Storia
Laos (Λάος in greco) è stata fondata dagli abitanti di Sibari che erano fuggiti dalla distruzione della loro città, avvenuta nel 510 a.C. in seguito alla guerra contro Crotone. Al tempo di Plinio la città era già scomparsa. La monetazione di Laos (il toro retrospiciente) indica i legami della città con Sibari, le cui monete avevano la stessa tipologia.
Secondo il grande storico greco Strabone, Laos era grande quanto Pompei.
I resti delle città si trovano sul colle San Bartolo, in frazione Marcellina. I numerosi reperti rinvenuti sono oggi conservati nell'antiquarium di Scalea e al Museo Nazionale della Magna Grecia di Reggio Calabria. Gli scavi dell'area archeologica sono oggi ostacolati dallo sviluppo urbanistico del centro abitato, cresciuto proprio al di sopra di Laos.
Vicino alla sorgente del fiume Laos sorgeva la città di Ursentum (Orsomarso).

### Fonti primarie
- Erodoto 6, 20
- Strabone 6, 253 e segg.
- Plinio 3,17

### Letteratura storiografica
- William Hazlit: The Classical Gazetteer (1851) .
- William Smith (ed.) Dictionary of Greek and Roman Antiquities (1870)  Archiviato il 9 aprile 2006 in Internet Archive..